# Ванло, Жюли
Жюли Ванло (нидерл. Julie Vanloo; род. 10 февраля 1993 года, Остенде, Западная Фландрия, Фландрия, Бельгия) — бельгийская профессиональная баскетболистка, которая выступает за клуб женской национальной баскетбольной ассоциации «Лос-Анджелес Спаркс». Играет на позиции разыгрывающего защитника. Кроме этого защищает цвета турецкой команды «Галатасарай».
В составе национальной сборной Бельгии выиграла бронзовые медали чемпионата Европы 2017 года в Чехии и 2021 года в Испании и Франции. Помимо того принимала участие в Олимпийских играх 2020 года в Токио и в Олимпийских играх 2024 года в Париже, на чемпионатах мира 2018 года в Испании и 2022 года в Австралии и чемпионате Европы 2019 года в Сербии и Латвии.

## Ранние годы
Жюли Ванло родилась 10 февраля 1993 года в городе Остенде (провинция Западная Фландрия, регион Фландрия).